# George Fields
George Herbert Fields (Mooresville, 9 luglio 1921 – Mooresville, 22 gennaio 2014) è stato un cestista statunitense, professionista nella NBL.

## Carriera
Giocò per una stagione nella NBL, disputando 20 partite con 2,4 punti di media.